# 巴特菲紹-布倫
巴特菲紹-布倫是奧地利的城鎮，位於該國東部，距離首都維也納50公里，由下奧地利州負責管轄，面積20.59平方公里，海拔高度288米，2012年人口3,003。